# Gianantonio Davia
Gianantonio Davia (Bolonha, 13 de outubro de 1660 - Roma, 11 de janeiro de 1740) foi um cardeal do século XVIII

## Biografia
Nasceu em Bolonha em 13 de outubro de 1660. De família burguesa e ilustre. Segundo filho do segundo filho de Giovanni Battista Davia e Porzia Ghislieri. Ele foi batizado no mesmo dia de seu nascimento. Seu sobrenome também está listado como D'Avia e De Via.
Estudou na Universidade de Bolonha (filosofia); obteve o doutorado in utroque iure , direito canônico e civil, em Turim.
Magistrado da cidade de Bolonha. Venturiere com as tropas venezianas contra os turcos, 1684; participou no cerco de S. Maura. Foi para Roma e a pedido do Papa Inocêncio XI, ingressou no estado eclesiástico. Internúncio em Bruxelas, 2 de maio de 1687.
eleito arcebispo titular de Tebe, em 21 de junho de 1690; com dispensa por não ter a idade canônica e as sagradas ordens, e também concedeu dispensa para receber as sagradas ordens e o presbitério fora das Têmporas. Assistente do Trono Pontifício, 6 de julho de 1690. Núncio em Colônia, 8 de agosto de 1690. Consagrado, 10 de setembro de 1690, na capela da residência arcebispal de Bruxelas, por Humbert-Guillaume a Précipiano, arcebispo de Malines, coadjuvado por Reginald Cools, bispo de Roermond, e por Jean Ferdinand van Beughem, bispo de Anvers. Núncio na Polônia, em 12 de fevereiro de 1696. Concedeu faculdades para continuar como núncio na Polônia, apesar da morte do rei, em 22 de fevereiro de 1698. Transferido para a sé de Rimini, com título pessoal de arcebispo, em 10 de março de 1698. Núncio na Áustria, 26 de abril de 1700;
Criado cardeal sacerdote no consistório de 18 de maio de 1712; recebeu o gorro vermelho e o título de S. Calisto, em 30 de agosto de 1713. Legado em Urbino, em 16 de dezembro de 1715. Legado em Romagna, em 12 de abril de 1717. Participou do conclave de 1721, que elegeu o Papa Inocêncio XIII. Participou do conclave de 1724, que elegeu o Papa Bento XIII. Optou pelo título de S. Pietro in Vincoli, em 19 de novembro de 1725. Mudou-se para Roma definitivamente e renunciou ao governo da diocese em 7 de dezembro de 1726. Nomeado membro da SS. CC. do Santo Ofício, dos Bispos e Regulares, Imunidade e Propaganda Fide. Protetor da Escócia, janeiro de 1727. Prefeito da SC do Índice, setembro de 1727 até sua morte. Ministro do rei da Inglaterra (Stuart) em Roma, abril de 1728. Participou do conclave de 1730, que elegeu o Papa Clemente XII. Protetor dos cistercienses, agosto de 1730. Optou pelo título de S. Lorenzo in Lucina, tradicionalmente atribuído ao cardeal protoprete, 11 de fevereiro de 1737. Ele foi suspeito de filojansenismo em várias ocasiões; O cardeal Prospero Lambertini, futuro Papa Bento XIV, o defendeu; mais tarde, após a morte do cardeal, fontes jansenistas admitiram que o haviam difamado insinuando que ele favorecia o jansenismo.
Morreu em Roma em 11 de janeiro de 1740. Exposto na igreja de S. Lorenzo em Lucina, onde também ocorreu o funeral; e sepultado no presbitério dessa mesma igreja. O Papa Bento XIV, seu amigo e concidadão, compôs o seu epitáfio.